# 75969 Backhouse
75969 Backhouse este o planetă minoră (asteroid), cu un diametru de 6,083 km, din centura de asteroizi. A fost descoperită pe 7 februarie 2000 la Catalina Station⁠(d) de Catalina Sky Survey și a fost numită după Thomas Backhouse⁠(d). 
Obiectul prezintă o orbită caracterizată de o semiaxă mare de 3,0722225675836 UAi, o excentricitate de 0,093834030934899, o înclinație de 9,1619484909302 ° în raport cu ecliptica.